# Uhřice (okres Kroměříž)
Obec Uhřice se nachází v okrese Kroměříž ve Zlínském kraji. Žije zde 177 obyvatel.

## Historie
První písemná zmínka o obci pochází z roku 1336, kdy byla uváděny s názvem Uherce. Název Uhřice se datuje až roku 1407. V Uhřicích se nachází zámek přestavěný z bývalé tvrze.
V letech 1909 až 1998 procházela západně od obce železniční trať Nezamyslice – Morkovice, na které byla zastávka Uhřice u Kroměříže.

## Obyvatelstvo

### Struktura
Vývoj počtu obyvatel za celou obec i za jeho jednotlivé části uvádí tabulka níže, ve které se zobrazuje i příslušnost jednotlivých částí k obci či následné odtržení.
| Místní části   | Místní části | 1869 | 1880 | 1890 | 1900 | 1910 | 1921 | 1930 | 1950 | 1961 | 1970 | 1980 | 1991 | 2001 | 2011 |
| -------------- | ------------ | ---- | ---- | ---- | ---- | ---- | ---- | ---- | ---- | ---- | ---- | ---- | ---- | ---- | ---- |
| Počet obyvatel | část Uhřice  | 309  | 341  | 320  | 335  | 343  | 393  | 390  | 326  | 308  | 250  | 210  | 189  | 192  | 171  |
| Počet domů     | část Uhřice  | 67   | 71   | 74   | 73   | 79   | 81   | 92   | 92   | 80   | 79   | 72   | 79   | 75   | 78   |

## Pamětihodnosti
- Zámek Uhřice
- Socha svatého Jana Nepomuckého
- Socha svaté Anny na návsi

## Galerie

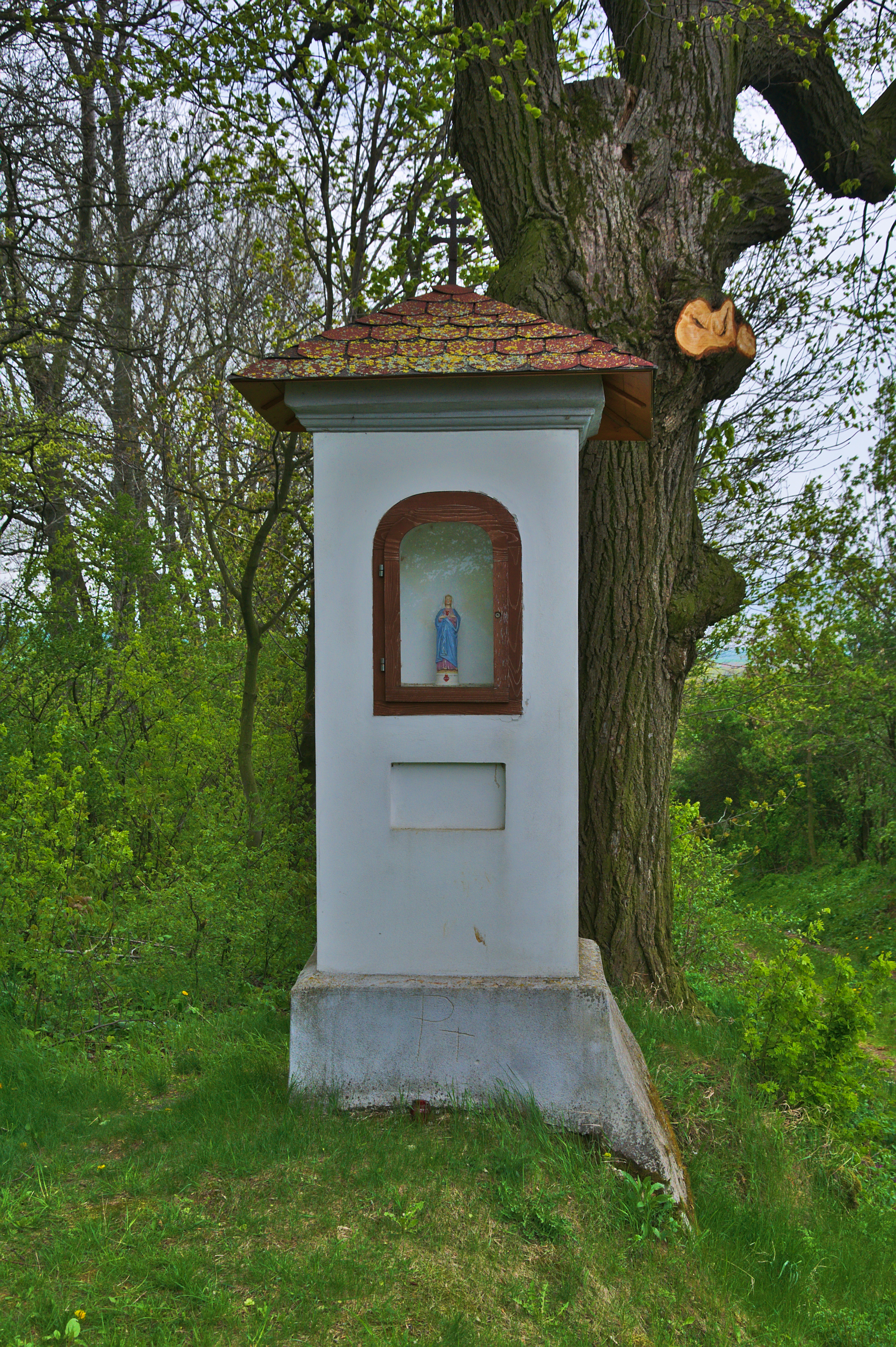
Boží muka u cesty k vodárně
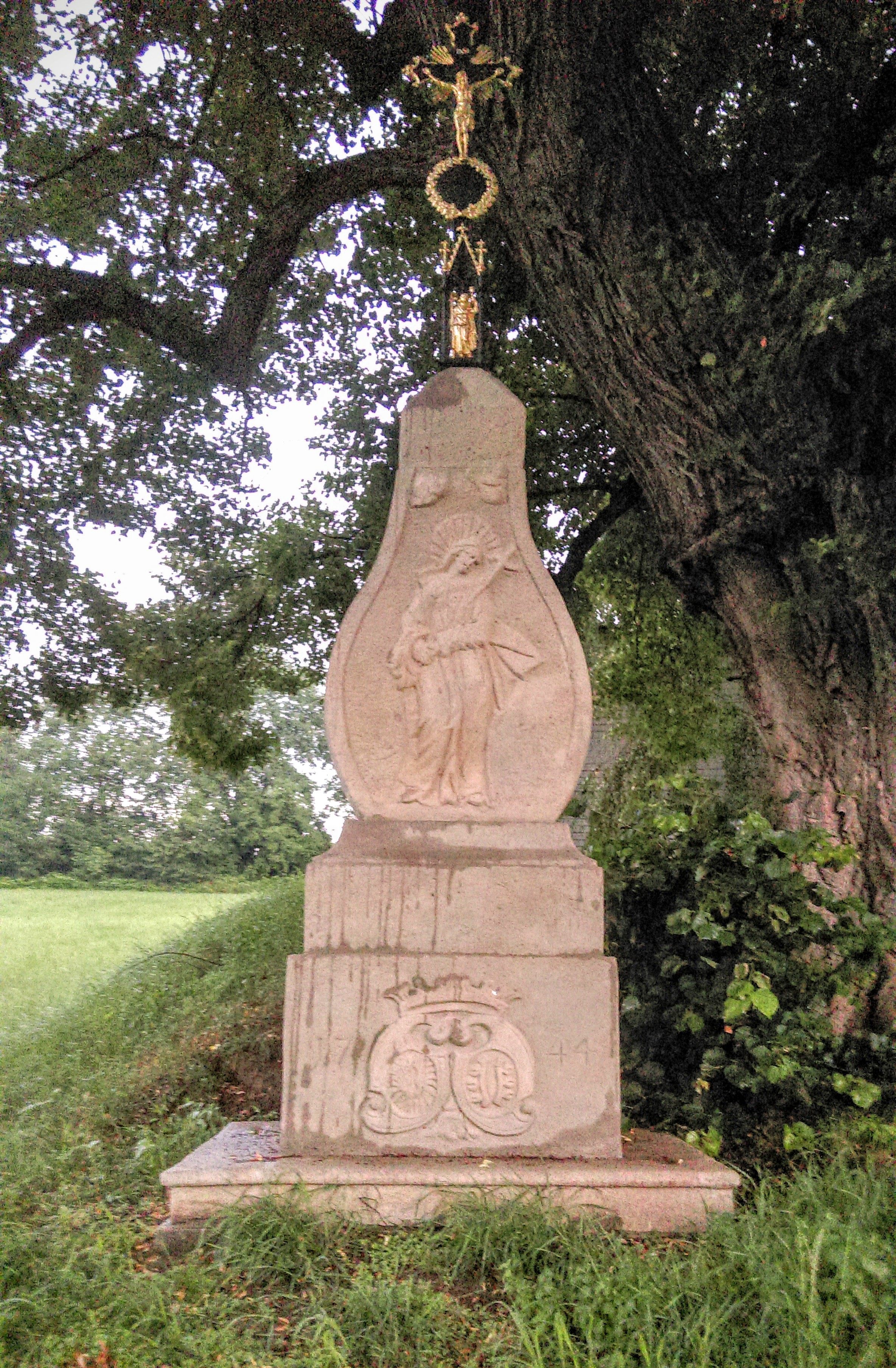
Kříž u hřbitova
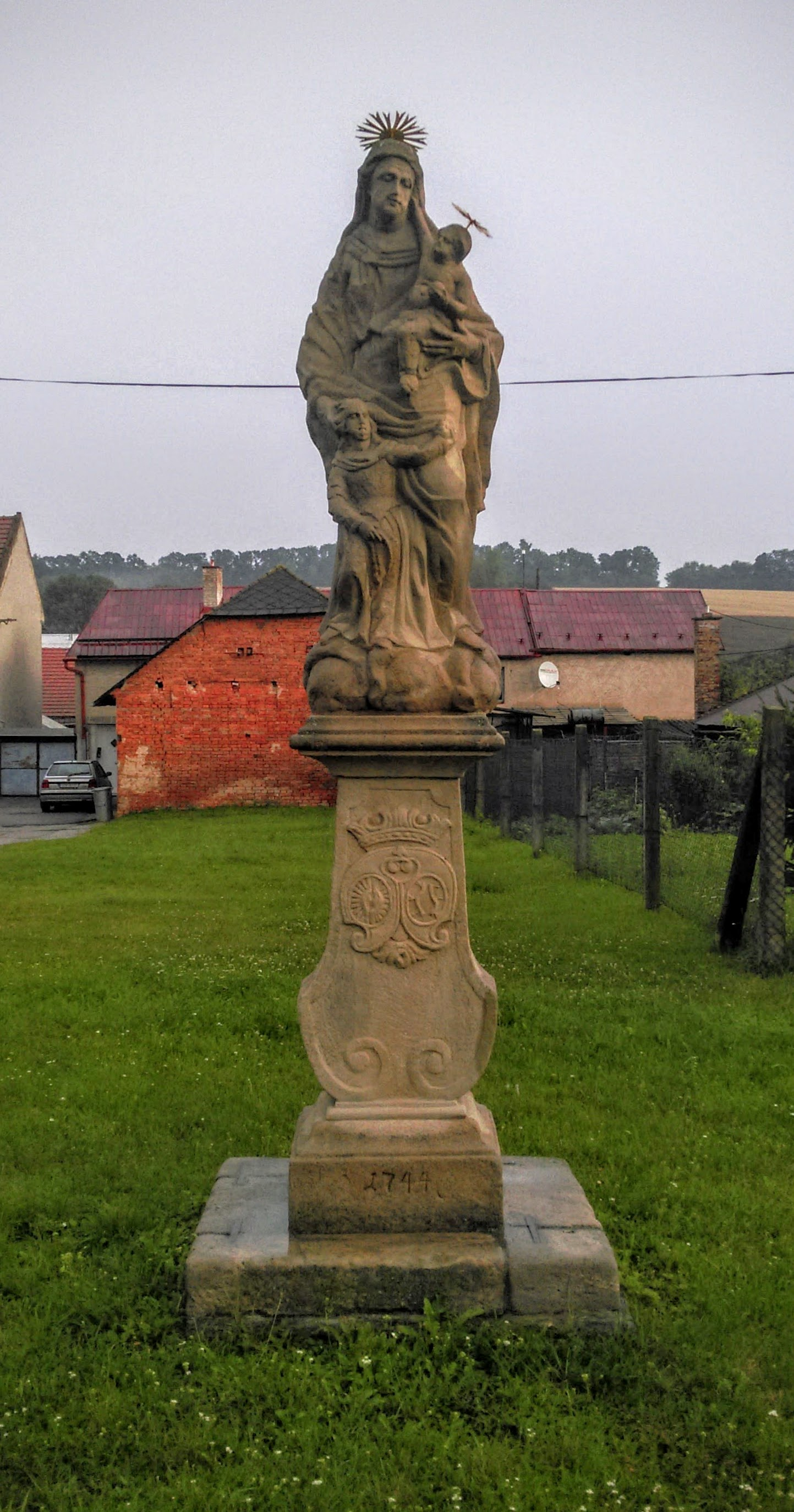
Socha svaté Anny na návsi
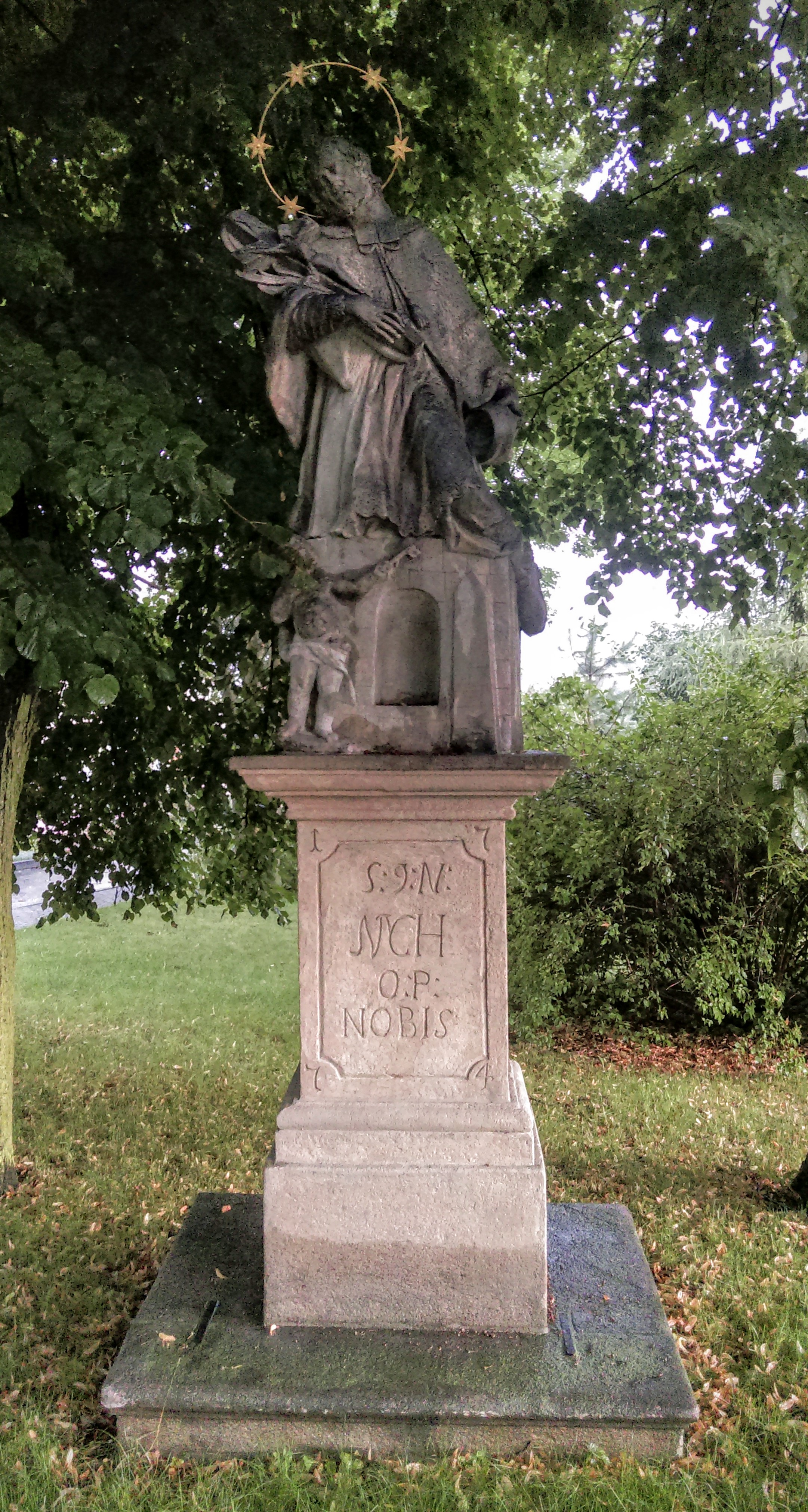
Socha svatého Jana Nepomuckého